# 689 TCN
689 TCN là một năm trong lịch La Mã.

## Sự kiện
- Không rõ ngày – Vua Assyria Sennacherib hủy diệt hoàn toàn thành Babylon.[1]